# 桑松利翁 (比利牛斯-大西洋省)
桑松利翁（法語：Samsons-Lion）是法国比利牛斯-大西洋省的一个市镇，属于波城区（Pau）朗贝埃县（Lembeye）。该市镇总面积5.03平方公里，2009年时的人口为74人。

## 人口
桑松利翁人口变化图示